# Руденко Антоніна Павлівна
Антоні́на Па́влівна Руде́нко (рос. Антонина Павловна Руденко; нар. 28 травня 1950, Ялта) — радянська плавчиня, триразова чемпіонка СРСР, чемпіонка Європи (1966). Майстер спорту СРСР (1965).

## Життєпис

### Раннє життя
Антоніна Руденко народилася 28 травня 1950 року в місті Ялта Кримської області СРСР. Розпочала займатися плаванням у віці 12 років у спортивне товариство «Спартак». Вона тренувалася під керівництвом Бориса Скобелева, що працював із нею протягом усієї її спортивної кар'єри.

### Спортивна кар'єра
Спеціалізувалась у плаванні вільним стилем на короткі дистанції. Найбільш значних успіхів здобула у середині 1960-х років. У 1966 році увійшла до складу збірної країни на чемпіонаті Європи в Утрехті, де виборола золоту медаль в естафеті 4×100 метрів і срібну нагороду в комбінованій естафеті. 1967 року стала чемпіонкою СРСР на дистанції 100 й 200 метрів, а також в естафеті 4×100 метрів вільним стилем.

### Кінець кар'єри
У 1968 році завершила спортивну кар'єру. У 1972-1990 роках жила в Єревані, де працювала інструкторкою-методисткою з фізичної культури й спорту в Єреванському фізичному інституті. З 2010 року проживає в місті Дзержинський Московської області Російської Федерації.